# Chay Hews
Chay Hews (ur. 30 września 1976) – australijski piłkarz występujący na pozycji pomocnika oraz trener.

## Kariera piłkarska
Od 1994 do 2013 roku występował w Brisbane Strikers, Bellmare Hiratsuka, Sylvia, Carlisle United i Västra Frölunda.

## Kariera trenerska
Po zakończeniu piłkarskiej kariery pracował jako trener w Brisbane Strikers.